# 田中義広
田中 義廣 （たなか よしひろ、1950年 - 2012年）は、日本のフランス文学者、翻訳家。

## 人物・来歴
兵庫県生まれ。京都大学文学部卒、同大学院博士課程中退。久留米大学文学部教授。
専門はフランス幻想文学・エゾテリスム思想。
妻は、出版・編集企画制作集団「エディシオン・アルシーヴ」でともに活動した、生田智恵子（生田耕作の姪）。

## 翻訳
- 『蟻の生活』（モーリス・メーテルリンク、工作舎） 1981、のち新版 2000
- 『ニキーナ：ヴェネチアの娼婦の物語』（ユーグ・ルベル、国書刊行会、フランス世紀末文学叢書） 1985
- 『世界の終末 現代世界の危機』（ルネ・ゲノン、平河出版社、Mind books） 1986
- 『世界の王』（ルネ・ゲノン、平河出版社） 1987
- 『水蜘蛛』（マルセル・ベアリュ、白水社、白水Uブックス） 1989
- 『薔薇十字団』（ロラン・エディゴフェル、白水社、文庫クセジュ） 1991
- 『エジプトの神秘 甦る古代の叡智』（リュシ・ラミ、平凡社、イメージの博物誌22） 1992
- 『心霊主義 霊界のメカニズム』（イヴォンヌ・カステラン、白水社、文庫クセジュ） 1993
- 『薔薇の葬儀』（ピエール・マンディアルグ、白水社） 1994、のち白水Uブックス 2001
- 『エゾテリスム思想 西洋隠秘学の系譜』（アントワーヌ・フェーヴル、白水社、文庫クセジュ） 1995
- 『超心理学』（イヴォンヌ・カステラン、白水社、文庫クセジュ） 1996
- 『ジファンティー』（ティフェーニュ・ド・ラ・ロシュ、岩波書店、ユートピア旅行記叢書13） 1997
- 『カバラ』（ロラン・ゲッチェル、白水社、文庫クセジュ） 1999